# دانشگاه راچستر
دانشگاه راچستر (به انگلیسی: University of Rochester) یک دانشگاه تحقیقاتی خصوصی در شهر راچستر واقع در ایالت نیویورک آمریکا است که در سال ۱۸۵۰ میلادی بنیان‌نهاده شده‌است.

## رتبه‌بندی
در رتبه‌بندی دانشگاه‌های جهان QS در سال ۲۰۲۰ دانشگاه راچستر در رده ۱۷۰ دنیا قرار گرفته‌است.همچنین در رتبه‌بندی مؤسسه تایمز در سال ۲۰۲۰ این دانشگاه رتبه ۱۷۳ را در بین دانشگاه‌های جهان از آن خود کرده‌است.

## دانشکده‌ها
دانشکده‌های دانشگاه راچستر عبارتند از:
- دانشکده علوم و هنر
- دانشکده علوم کاربردی و مهندسی
- دانشکده موسیقی
- دانشکده پزشکی و دندانپزشکی
- دانشکده پرستاری
- دانشکده کسب و کار
- دانشکده آموزش

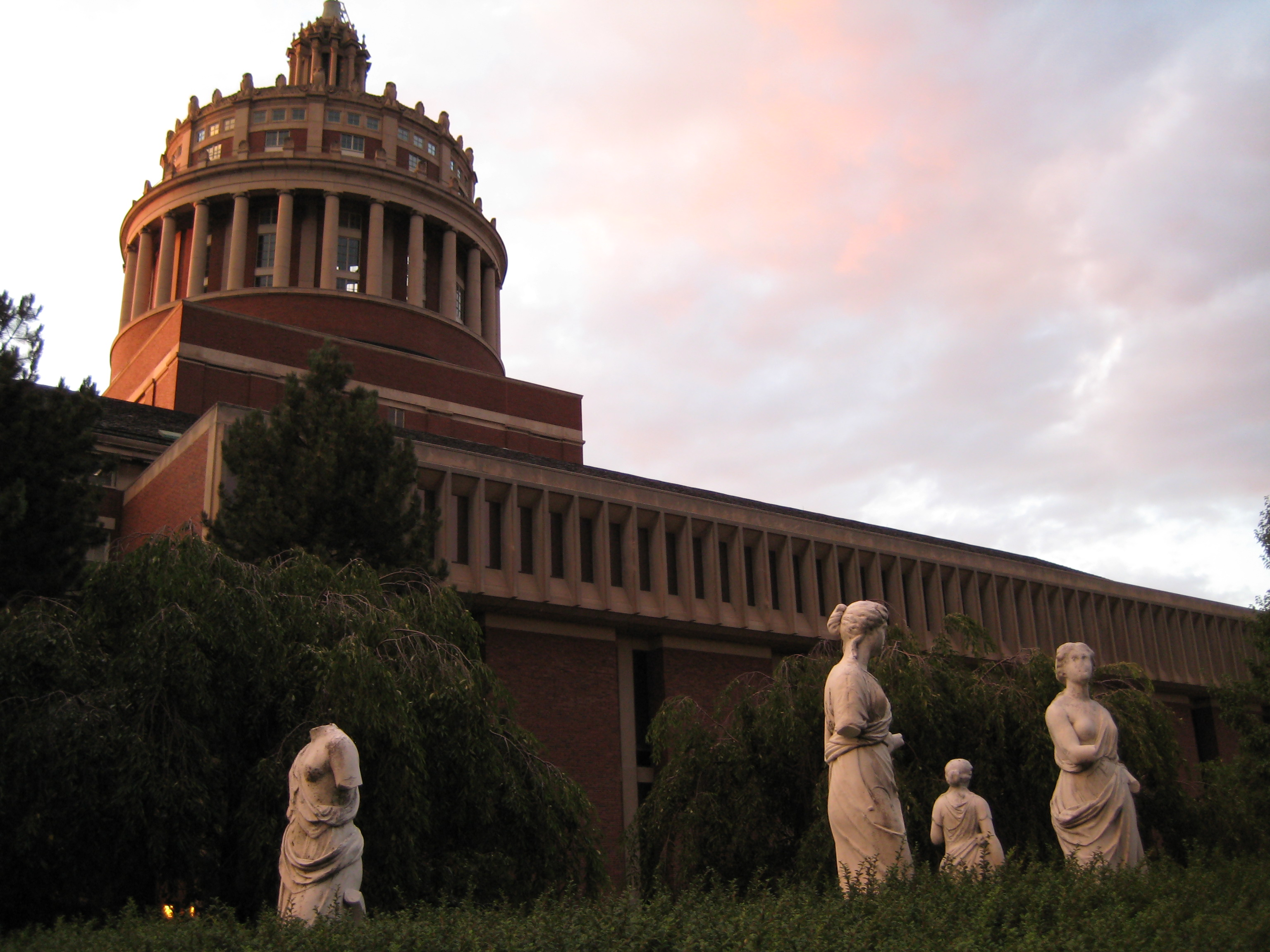
مجسمه اولین رئیس دانشگاه